# Nicolás Quijera
Nicolás Quijera Poza (Pamplona, 24 giugno 1994) è un giavellottista spagnolo.

## Palmarès
| Anno | Manifestazione          | Sede       | Evento                 | Risultato | Prestazione | Note |
| ---- | ----------------------- | ---------- | ---------------------- | --------- | ----------- | ---- |
| 2014 | Mondiali juniores       | Eugene     | Lancio del giavellotto | 14º (q)   | 66,19 m     |      |
| 2015 | Europei juniores        | Eskilstuna | Lancio del giavellotto | 16º (q)   | 67,28 m     |      |
| 2016 | Mediterranei under 23   | Tunisi     | Lancio del giavellotto | Oro       | 75,30 m     |      |
| 2017 | Europei under 23        | Bydgoszcz  | Lancio del giavellotto | 12º       | 69,59 m     |      |
| 2018 | Giochi del Mediterraneo | Tarragona  | Lancio del giavellotto | Oro       | 75,13 m     |      |
| 2018 | Europei                 | Berlino    | Lancio del giavellotto | 24º (q)   | 73,27 m     |      |